# Rissooidea
Rissooidea — надсемейство морских брюхоногих моллюсков из отряда Littorinimorpha.
Эволюционно древняя и очень разнообразная группа. Встречаются от приливно-отливной зоны до глубоких вод на всех широтах. После филогенетического анализа моллюсков надсемейств Rissooidea и Cingulopsoidea, проведённого в 2013 году Ф. Крисционе и В. Ф. Пондер, выяснилось, что Rissooidea не является монофилетическим, и было создано надсемейство Truncatelloidea, охватывающее многие семейства, ранее включенные в надсемейство Rissooidea. Несколько пресноводных, солоноватоводных и полуназемных семейств и родов в пределах Rissooidea были включены в надсемейство Truncatelloidea.

## Семейства
По данным World Register of Marine Species, на декабрь 2024 года надсемейство включает 6 семейств:
- Barleeiidae J. E. Gray, 1857
- Emblandidae Ponder, 1985
- Lironobidae Ponder, 1967
- Rissoidae Gray, 1847
- Rissoinidae W. Stimpson, 1865
- Zebinidae Coan, 1964